# ويل إيسنر
ويليام اروين «ويل» ايسنر (بالإنجليزية: Will Eisner) (مواليد 6 مارس 1917 - 3 يناير 2005) هو رسام كارتون وكاتب أمريكي. وكان واحداً من أوائل رسامي الكاريكاتير للعمل في صِناعة الكُتب الهزلية الأمريكية. ومن أعماله سلسلة الروح (1940-1952)، وفي سنة 1978 شاع مُصطلح الرواية المصورة وقام بنشر سلسلته الروائية المُصورة عقد مع الإله.

## وصلات خارجية
- ويل إيسنر على موقع IMDb (الإنجليزية)
- ويل إيسنر على موقع الموسوعة البريطانية (الإنجليزية)
- ويل إيسنر على موقع أول موفي (الإنجليزية)
- ويل إيسنر على موقع قاعدة بيانات الأفلام السويدية (السويدية)
- ويل إيسنر على موقع إن إن دي بي (الإنجليزية)
- ويل إيسنر على موقع ديسكوغز (الإنجليزية)
- ويل إيسنر على موقع قاعدة بيانات الفيلم (الإنجليزية)

ويل إيسنر  على قاعدة بيانات الخيال التأملي على الإنترنت